# Fritz Frauenheim
Fritz Frauenheim (9 de Março de 1912 - 28 de Setembro de 1969) foi um comandante de U-Boot que serviu na Kriegsmarine durante a Segunda Guerra Mundial.